# Audio TS
Audio_TS, o también, AUDIO_TS. consiste en una carpeta en un disco de DVD (DVD-Audio). El contenido de esta carpeta es AUDIO_TS.IFO y AUDIO_TS.BUP (información de audio y back-up de esta información). Además la información de calidad de fragmentos de sonido y de duración del audio son ATS_01_0.IFO y ATS_01_0.BUP la extensión que se utiliza en sonido es Audio Object, que permite el inicio del DVD. Los archivos de sonido son ATS_01_1.AOB al ATS_01_5.AOB sucesivamente, son los archivos de audio de soporte en formato DVD. Sin embargo, los archivos empezados en con la sigla ATS: Audio Transporting Stream.
Para completar el disco pueden contener: audio en un solo lenguaje, El contenido máximo de lenguajes de audio 1 idioma a la vez.
El disco comenzará a escucharse al introducirlo en la unidad lectora.
Es posible almacenar en DVD hasta 5 objetos de audio (ATS_01_1.AOB a ATS_01_5.AOB).
```
 Lista de AUDIO_TS ... Carpeta
 
 AUDIO_TS.IFO ... Información de audio.
 AUDIO_TS.BUP ... Back-Up de audio.
 ATS_01_0.IFO ... Información de títulos.
 ATS_01_0.BUP ... Back-Up de títulos.
 ATS_01_1.AOB ... Archivo de Audio.
 ATS_01_2.AOB ... Archivo de Audio.
 ATS_01_3.AOB ... Archivo de Audio.
 ATS_01_4.AOB ... Archivo de Audio.
 ATS_01_5.AOB ... Archivo de Audio.
```

Los archivos de audio están comúnmente almacenados ocupando 1 GB por cada objeto y el título
completo son consecutivos entre los archivos de audio (.AOB).
Los archivos de audio como se ve en la lista, no incluye Menús, ya que no tienen imágenes y es por eso que utilizan la mitad de títulos que en los de vídeo. Los formatos pueden presentarse como MP1, MPEG-2, o AC3.
Desde el formato MP3 es posible convertir en directo a un objeto de audio (.AOB).
Si sucede que, los archivos de inicio sean diferentes con la información del audio almacenado en disco, es probable que la música o que la voz finalice antes de la última parte del total o que el audio pueda repetirse parte de un fragmento más.